# Cymbopetalum oppositiflorum
Cymbopetalum oppositiflorum là loài thực vật có hoa thuộc họ Na. Loài này được Aristeg. ex N.A.Murray mô tả khoa học đầu tiên năm 1993.